# Харман, Марк (разработчик программного обеспечения)
Марк Харман — британский профессор, специалист в области разработки программного обеспечения.

## Биография
С 2010 года Харман является профессором Университетского колледжа Лондона (UCL), а с 2017 года работает в лондонском офисе Facebook. Он был основателем Центра исследований в области эволюционного поиска и тестирования (CREST) сначала в Королевском колледже Лондона в 2006 году, затем в UCL.
Харман получил две главные исследовательские награды в области разработки программного обеспечения в 2019 году: премию IEEE имени Харлана Д. Миллса за фундаментальный вклад в разработку программного обеспечения, и награду Ассоциации компьютерной техники SIGSOFT.
В сентябре 2016 года Харман стал одним из основателей компании Majicke Limited, создавшей приложение для поиска ошибок Sapienz. Компания была приобретена Facebook, и в феврале 2017 года Харман присоединился к Facebook в качестве штатного руководителя инженерного отдела.
Марк Харман опубликовал множество научных работ, особенно в области тестирования программного обеспечения. По данным Google Scholar на 2023 год индекс Хирша исследователя перевалил за 100. Харман внес значительный вклад в область нарезки и преобразования программ. Входит в состав редакционных советов ряда научных журналов, включая IEEE Transactions on Software Engineering и Software Testing. Харман ввел термин "программная инженерия на основе поиска" (SBSE) вместе с Б. Ф. Джонсом в 2001 году.

## Книги
- Харман М., Джонс Р. Первый курс по C++: Мягкое введение. McGraw-Hill, 1996. ISBN 0-07-709194-9.
- Иеронс Р., Боуэн Дж.П., Харман М. (ред.) Формальные методы и тестирование. Springer-Verlag, LNCS, том 4949, 2008. ISBN 978-3-540-78916-1.

## Публикации на русском языке
- Харман, Марк. Черновик руководства для моих студентов по написанию исследовательских работ в области разработки программного обеспечения / пер. с англ. // figshare. 2023. Preprint. https://doi.org/10.6084/m9.figshare.24827856.v1